# Kotrabudan
Kotrabudan (cyr. Котрабудан) – wieś w Czarnogórze, w gminie Tuzi. W 2011 roku liczyła 242 mieszkańców.